# Rhacophorus hongchibaensis
Rhacophorus hongchibaensis é uma espécie de anfíbio anuro da família Rhacophoridae. Está presente na China. A UICN classificou-a como deficiente de dados.